# Dinastia Vlastimirović

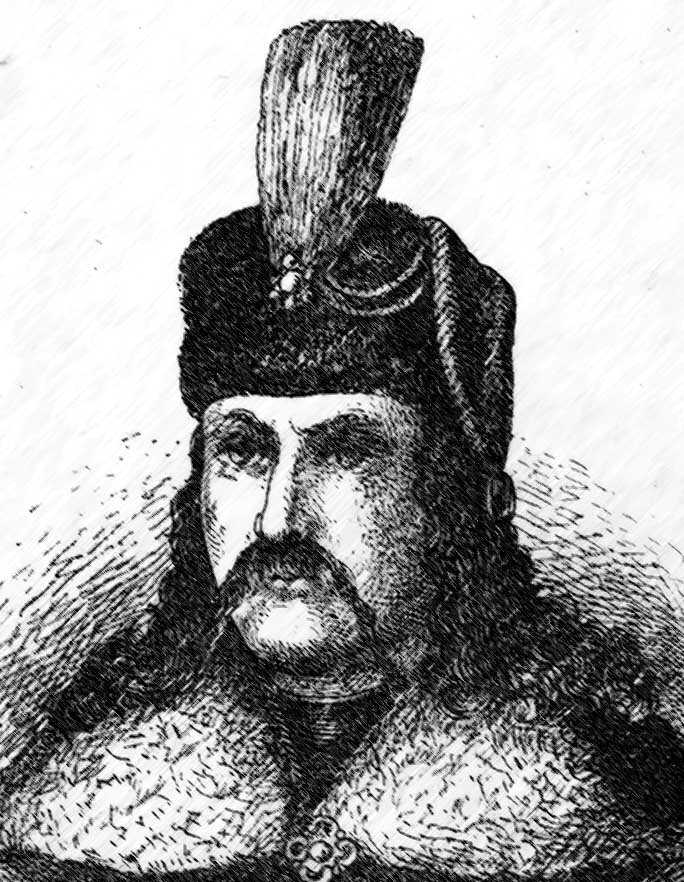
Višeslav

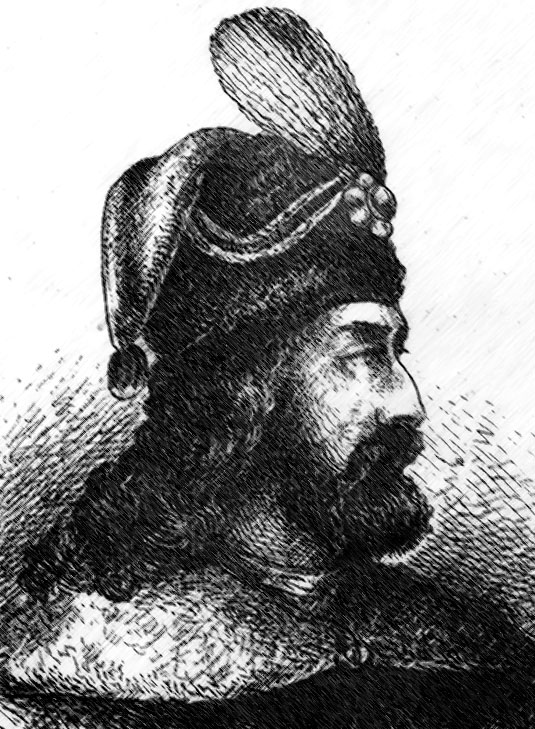
Vlastimir

Dinastia Vlastimirović (în sârbă Властимировић, plural Vlastimirovići / Властимировић) este prima dinastie regală a Serbiei medievale. Ea ar fi fost fondată de cneazul necunoscut (непознати кнез / nepoznati knez) care i-a condus pe sârbii albi din patria lor pentru a se stabili în Peninsula Balcanică în timpul domniei împăratului bizantin Heraclius I (610 – 641), așa cum este menționat în De Administrando Imperio, lucrare scrisă a împăratului Constantin al VII-lea Porfirogenet (în 950). Lucrarea afirmă că el a fost fondatorul dinastiei Vlastimirović, domnia sa a fost recunoscută de bizantini și el a murit înainte de venirea bulgarilor în Europa (în 680). Istoriografia sârbă îl tratează de obicei ca pe primul conducător sârb. 
Dinastia poartă numele prințului Višeslav (domnie cca. 780), primul conducător sârb căruia i se cunoaște numele, acesta este un descendent al cneazului necunoscut. 

## Conducători ai Serbiei din dinastia Vlastimirović
Conducători ai Serbiei din dinastia Vlastimirović au fost următorii: 
- Višeslav (c. 780)
- Radoslav (after 800)
- Prosigoj (before 830)
- Vlastimir (c. 830–851)
- Mutimir (c. 851–891)
- Pribislav (891–892)
- Petar Gojniković (892–917)
- Pavle Branovic (917–921)
- Zaharija (921–924)
- Časlav (933–960)

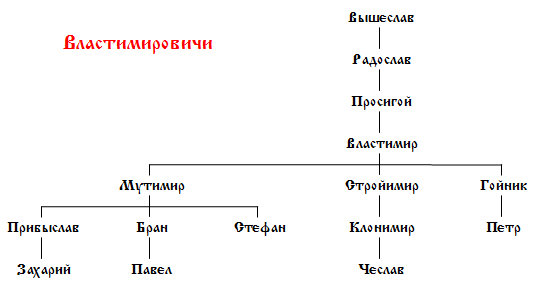
Dinastia Vlastimirović

Dinastia Vlastimirović a domnit în Serbia din 780 până în anii 960, când unele țări sârbe au fost anexate de Imperiul Bizantin.

## Istorie
Višeslav (în sârba chirilică: Вишеслав; în greacă: Βοϊσέσθλαβος) sau Vojislav (sârbă chirilică: Војислав) a fost primul conducător sârb căruia i se cunoaște numele, care a domnit în c. 780. Serbia a fost un principat slav, vasal Imperiului Bizantin, situat în vestul Balcanilor, care se învecina cu Bulgaria la est. Menționat în De Administrando Imperio de la mijlocul secolului al X-lea, Višeslav a fost un fondator al familiei conducătoare sârbe, cunoscută în istoriografie sub numele de dinastia Vlastimirović. El a fost un urmaș al prințului / cneazului sârb necunoscut care și-a condus poporul în provincia Dalmatia și a fondat o stăpânire ereditară sub suzeranitate bizantină. Numele predecesorilor lui Višeslav nu au fost incluse în De Administrando Imperio. 
Potrivit De Administrando Imperio, în timpul domniei prinților Višeslav, Radoslav și Prosigoj, nu a existat război între Principatul Sârb și vecinul său din est, Hanatul Bulgar.
Radoslav sau fiul său a fost conducătorul Serbiei în timpul răscoalelor din 819–822 ale ducelui slav din Panonia Inferioară, Ljudevit Posavski, împotriva francilor. Conform Analelor Regale France, în 822, Ljudevit a plecat din capitala sa din Sisak la sârbi, undeva în vestul Bosniei. În cadrul aceleiași mențiuni, Analele Regale France afirmă că sârbii controlau o mare parte din Dalmația ("ad Sorabos, quae natio magnam Dalmatiae partem obtinere dicitur").
În timpul domniei dinastiei Vlastimirović, procesul progresiv de creștinare a sârbilor a continuat, începând din prima jumătate a secolului al VII-lea și sfârșind în cele din urmă până la mijlocul secolului al IX-lea.
Dinastia a condus Principatul Sârb de la începutul secolului al VII-lea până în anii 960, când unele țări sârbe au fost anexate de Imperiul Bizantin.